# Axinella quercifolia
Axinella quercifolia är en svampdjursart som först beskrevs av Keller 1889.  Axinella quercifolia ingår i släktet Axinella och familjen Axinellidae.
Artens utbredningsområde är Eritrea. Inga underarter finns listade i Catalogue of Life.